# Eprosartan
Eprosartan (łac. eprosartanum) – wielofunkcyjny organiczny związek chemiczny, pochodna kwasu benzoesowego, lek stosowany w leczeniu nadciśnienia tętniczego, hamujący działanie angiotensyny II poprzez blokadę receptora angiotensynowego typu 1 (AT1).

## Mechanizm działania
Eprosartan jest antagonistą receptora angiotensyny II, hamującym działanie angiotensyny II poprzez blokadę receptora angiotensynowego typu 1 (AT1). Eprosartan nie podlega efektowi pierwszego przejścia i w minimalnym stopniu jest metabolizowany (mniej niż 2% przyjętej doustnie dawki jest wydalana w moczu w postaci glukuronidów).

## Zastosowanie
- nadciśnienie tętnicze pierwotne[5]

W 2016 roku eprosartan był dopuszczony do obrotu w Polsce jako preparat prosty.

## Działania niepożądane
Eprosartan może powodować następujące działania niepożądane, występujące ≥1/1000 (bardzo często, często i niezbyt często), w większej częstości niż placebo:
- hipotensja
- nieżyt nosa
- nadwrażliwość skórna
- nudności
- wymioty
- biegunka